# 羽膜石蛏
羽膜石蛏（学名：Lithophaga malaccana），是贻贝目壳菜蛤科石蜊属的一种。主要分布于南海、新加坡、马来西亚、中国大陆，常栖息在潮间带的珊瑚礁中，营穴居生活。